# Верхневолжские озёра
Верхневолжские озёра — группа озёр в системе верхней Волги до впадения в неё реки Селижаровка. Наиболее значительные — Волго (площадь 61 км²), Вселуг (30 км²), Стерж (18 км²), Пено (17 км²) — Верхневолжским бейшлотом объединены в Верхневолжское водохранилище.
Верхневолжские озера расположены в Тверской области к юго-западу от Селигера длинной цепью, вытянутой сначала в меридиональном, а затем в широтном направлении.
Через всю систему озёр протекает Волга. В своей средней части система озёр удалена от Селигера примерно на 40 км, а в начале и в конце приближается к нему на расстояние до 10 км. Когда-то, вероятно, та и другая водные системы составляли единое целое.
Верхневолжские озёра, как и озеро Селигер, имеют множество небольших озёр-спутников, лежащих выше по течению Волги и соединённых с ними реками или ручьями. К ним относятся озёра Малый и Большой Верхиты у истока Волги, озёра Стергут, Святое, Кленово, Лапино, Хвошня, Истошня в окрестностях Стержа, озера Березуг, Витбино, Лопастицы, Осечно, Слаутино на западном берегу Вселуга. Некоторые из них, например озеро Витбино, расположены в узких впадинах и достигают внушительной глубины.